# Warden Law
Warden Law is een civil parish in het bestuurlijke gebied City of Sunderland, in het Engelse graafschap Tyne and Wear.